# Parlamentní volby v Moldavsku 2010

Výsledky dle okresů

Výsledky dle okresů s koalicí

Parlamentní volby v Moldavsku v roce 2010 se konaly dne 28. listopadu 2010 poté, co parlamentní hlasování koncem roku 2009 podruhé nezvolilo prezidenta.

## Pozadí
Poté, co ústavní referendum nedosáhlo 33% účasti potřebné k potvrzení jeho výsledků, rozhodl moldavský ústavní soud, že úřadující moldavský prezident Mihai Ghimpu musí rozpustit parlament a uspořádat nové volby. Ghimpu poté oznámil, že parlament bude rozpuštěn 28. září 2010 a nové volby se budou konat 28. listopadu 2010.

## Kampaň
Liberálně demokratická strana Moldavska (PLDM), Demokratická strana Moldavska (PDM) a Liberální strana (PL) vytvořily velkou koalici Aliance pro evropskou integraci (AIE) proti Straně komunistů Moldavské republiky (PCRM). Aliance usilovala o integraci do Evropské unie (EU).

## Průzkumy veřejného mínění
Podle Institutu pro marketing a průzkumy veřejného mínění IMAS-INC se sídlem v Kišiněvě průzkum v období od 26. července do 12. srpna ukázal, že 42 % respondentů důvěřuje PLDM, 35 % PCRM, 35 % PDM a 30 % PL.
| Datum                    | Institut      | Strana | Strana | Strana | Strana | Strana |
| Datum                    | Institut      | PCRM   | PLDM   | PDM    | PL     | AMN    |
| ------------------------ | ------------- | ------ | ------ | ------ | ------ | ------ |
| 22. listopadu 2010       | Vox Populi-II | 32,1   | 22,1   | 12,1   | 10,9   | 7      |
| 19. listopadu 2010       | CBS-AXA       | 35     | 28     | 18     | 12     | 2      |
| 18. listopadu 2010       | AVA.MD        | 54,3   | 22,6   | 9,7    | 8,6    | 1      |
| 16. listopadu 2010       | BPO           | 37,2   | 31,1   | 14,4   | 12,5   | 0,8    |
| 12. listopadu 2010       | Vox Populi    | 35,3   | 19,8   | 12,5   | 11     | 6,5    |
| 4. listopadu 2010        | CBS-AXA       | 39     | 21     | 19     | 13     | 2      |
| 15. dubna–3. května 2010 | IMAS          | 28     | 16,5   | 8,6    | 4,9    | —      |

## Výsledky
Komunisté (PCRM) získali 42 křesel, liberální demokraté (PLDM) 32, Demokratická strana (PDM) 15 a liberálové (PL) 12. Aliance pro evropskou integraci (AEI) tak získala 59 křesel, o dvě méně než 61 potřebných ke zvolení prezidenta. Výsledek tak zachoval status quo po soudobém ústavním patu. Pozorovatelé z Organizace pro bezpečnost a spolupráci v Evropě a Rady Evropy volby pochválili, přičemž vedoucí delegace Parlamentního shromáždění OBSE Tonino Picula prohlásil, že „tyto volby odrážejí vůli lidu“.
|                           |                                              |           |       |         |      |
| Strana                    | Strana                                       | Hlasy     | %     | Mandáty | +/–  |
|                           | Strana komunistů Moldavské republiky         | 677 069   | 39,34 | 42      | –6   |
|                           | Liberálně demokratická strana Moldavska      | 506 253   | 29,42 | 32      | 14   |
|                           | Demokratická strana Moldavska                | 218 620   | 12,70 | 15      | 2    |
|                           | Liberální strana                             | 171 336   | 9,96  | 12      | –3   |
|                           | Naše moldavská aliance                       | 35 289    | 2,05  | 0       | –7   |
|                           | Evropské akční hnutí                         | 21 049    | 1,22  | 0       | Nová |
|                           | Humanistická strana Moldavska                | 15 494    | 0,90  | 0       | Nová |
|                           | Národní liberální strana                     | 10 938    | 0,64  | 0       | Nová |
|                           | Sociálně demokratická strana                 | 10 156    | 0,59  | 0       | 0    |
|                           | Křesťanskodemokratická lidová strana         | 9 038     | 0,53  | 0       | 0    |
|                           | Strana sjednocené Moldavsko                  | 8 238     | 0,48  | 0       | Nová |
|                           | Za stranu Národ a země                       | 4 819     | 0,28  | 0       | Nová |
|                           | Sociálně-politické hnutí Romů                | 2 394     | 0,14  | 0       | Nová |
|                           | Konzervativní strana                         | 2 089     | 0,12  | 0       | Nová |
|                           | Republikánská lidová strana                  | 1 997     | 0,12  | 0       | Nová |
|                           | Rovnost                                      | 1 781     | 0,10  | 0       | Nová |
|                           | Republikánská strana Moldavska               | 1 763     | 0,10  | 0       | Nová |
|                           | Moldavští patrioti                           | 1 580     | 0,09  | 0       | Nová |
|                           | Ekologická strana Moldavska "Zelená aliance" | 1 385     | 0,08  | 0       | 0    |
|                           | Labouristická strana                         | 873       | 0,05  | 0       | Nová |
|                           | Nezávislí                                    | 18 832    | 1,09  | 0       | Nová |
| Celkem                    | Celkem                                       | 1 720 993 | 100   | 101     |      |
|                           |                                              |           |       |         |      |
| Platné hlasy              | Platné hlasy                                 | 1 720 993 | 99,31 |         |      |
| Neplatné hlasy            | Neplatné hlasy                               | 11 907    | 0,69  |         |      |
| Celkem hlasů              | Celkem hlasů                                 | 1 732 900 | 100   |         |      |
| Registrovaní voliči/Účast | Registrovaní voliči/Účast                    | 2 811 469 | 61,64 |         |      |
| Zdroj: eDemocracy         |                                              |           |       |         |      |

## Následky
Přestože Aliance pro evropskou integraci nezískala nadpoloviční většinu potřebnou ke zvolení prezidenta, lídři tří stran aliance přislíbili 30. prosince uzavření nové koaliční dohody. Jejich nový vláda byl ustaven 14. ledna 2011, kdy se v parlamentu konalo hlasování o investituře.
Moldavský nejvyšší soud 8. února 2011 rozhodl, že vláda může zůstat ve funkci bez předčasných voleb, i když se jí stále nedaří zvolit nového prezidenta.

## Zvolení poslanci
| Strana komunistů | Liberální demokratická strana | Demokratická strana | Liberální strana |
| --- | --- | --- | --- |
| 1. Vladimir Voronin 2. Zinaida Greceanîi 3. Iurie Muntean 4. Maria Postoico 5. Mark Tkaciuc 6. Igor Dodon 7. Vadim Mișin 8. Vladimir Vitiuc 9. Irina Vlah 10. Grigore Petrenco 11. Galina Balmoș 12. Anatolie Zagorodnîi 13. Violeta Ivanov 14. Vasilii Sova 15. Serghei Sârbu 16. Oxana Domenti 17. Zinaida Chistruga 18. Miron Gagauz 19. Vasilii Panciuc 20. Alla Mironic 21. Alexandr Bannicov 22. Mihail Poleanschi 23. Sergiu Stati 24. Zurab Todua 25. Anatolie Gorilă 26. Elena Bodnarenco 27. Constantin Starîş 28. Veaceslav Bondari 29. Veronica Abramciuc 30. Oleg Reidman 31. Eduard Mușuc 32. Vladimir Eremciuc 33. Oleg Garizan 34. Oleg Babenco 35. Victor Mîndru 36. Serghei Filipov 37. Artur Reșetnicov 38. Inna Șupac 39. Tatiana Botnariuc 40. Alexandr Petcov 41. Gheorghe Popa 42. Gheorghe Anghel | 1. Vladimir Filat 2. Alexandru Tănase 3. Mihai Godea 4. Liliana Palihovici 5. Iurie Leancă 6. Grigore Belostecinic 7. Vladimir Hotineanu 8. Nicolae Juravschi 9. Iurie Țap 10. Lilia Bolocan 11. Valeriu Ghilețchi 12. Mihail Șleahtițchi 13. Angela Agache 14. Ion Bălan 15. Tudor Deliu 16. Veaceslav Ioniță 17. Valeriu Streleț 18. Simion Furdui 19. Chiril Lucinschi 20. George Mocanu 21. Grigore Cobzac 22. Alexandru Cimbriciuc 23. Ion Butmălai 24. Ghenadie Ciobanu 25. Nicolae Olaru 26. Ivan Ionaș 27. Nae-Simion Pleșca 28. Anatolie Dimitriu 29. Maria Ciobanu 30. Petru Vlah 31. Andrei Vacarciuc 32. Petru Stirbate | 1. Marian Lupu 2. Vladimir Plahotniuc 3. Valeriu Lazăr 4. Igor Corman 5. Dumitru Diacov 6. Marcel Răducan 7. Andrian Candu 8. Valentina Buliga 9. Pavel Filip 10. Vasile Botnari 11. Alexandru Stoianoglo 12. Raisa Apolschii 13. Iurie Bolboceanu 14. Valeriu Guma 15. Anatolie Ghilaş | 1. Mihai Ghimpu 2. Anatolie Șalaru 3. Corina Fusu 4. Ion Hadârcă 5. Valeriu Munteanu 6. Oleg Bodrug 7. Boris Vieru 8. Vladimir Lupan 9. Victor Popa 10. Vadim Cojocaru 11. Ana Guțu 12. Gheorghe Brega |
| Zdroj: Lista deputaţilor din parlamentul nou-ales | | | |